# Петрівка (Полтавська міська громада)
Петрі́вка — село в Україні, у Полтавській міській громаді Полтавського району Полтавської області. Населення становить 465 осіб. До 2020 орган місцевого самоврядування — Бричківська сільська рада.

## Географія
Село Петрівка знаходиться на правому березі річки Ворскла, вище за течією примикає село Гавронці (Диканський район), нижче за течією примикає село Сем'янівка, на протилежному березі — села Яцинова Слобідка та Олепіри. Поруч проходить автомобільний шлях Н12.

## Історія і сьогодення села
Під час проведення археологічних розкопок на правому березі річки Ворскла було виявлено поселення доби бронзи та поселення скіфського періоду (VII—III століття до Р. Х.).
У 1744 році стараннями дворянина Тимофія Слуцького в селі збудовано Храм Святого Архістратига Михаїла. У першій половині ХХ століття цей храм, як і багато інших святинь Полтавщини, зазнала наруги від безбожницьких рук і була нахабно знищена радянською владою. Лише восени 2007 року відбулося урочисте закладання першого каменя під будову нового храму. 13 червня 2009 року новозбудований храм освятив Святійший Патріарх Київський і всієї Руси-України Філарет у співслужінні єпископів Полтавського та Кременчуцького Федора та Кіровоградського і Голованіського Марка із священством Полтавської єпархії. Церковна територія увінчалась закладанням красивого парку, відновленням могили священика, встановленням пам'ятного знаку жертвам голодомору 1932 — 1933 років, заміною на новий пам'ятний знак полеглим воїнам другої світової війни.
19 вересня 2017 року, архієпископ Полтавський і Кременчуцький Федір відвідав село Петрівку Полтавського району. У цей день громада Михайлівського храму молитовно відзначала своє престольне свято.
Протягом 28 червня — 1 липня 2018 року в селі Петрівка відбувався «Колосальний мотофест».
12 червня 2020 року, відповідно до розпорядження Кабінету Міністрів України № 721-р «Про визначення адміністративних центрів та затвердження територій територіальних громад Полтавської області», село увійшло до складу Полтавської міської громади.
19 липня 2020 року, в результаті адміністративно - територіальної реформи та ліквідації Полтавського району (1925—2020), село увійшло до складу новоутвореного Полтавського району.м

## Населення

### Мова
Розподіл населення за рідною мовою за даними перепису 2001 року:
| Мова       | Кількість | Відсоток |
| ---------- | --------- | -------- |
| українська | 453       | 97.42%   |
| російська  | 12        | 2.58%    |
| Усього     | 465       | 100%     |

## Економіка
- Молочно-товарна ферма.

## Галерея

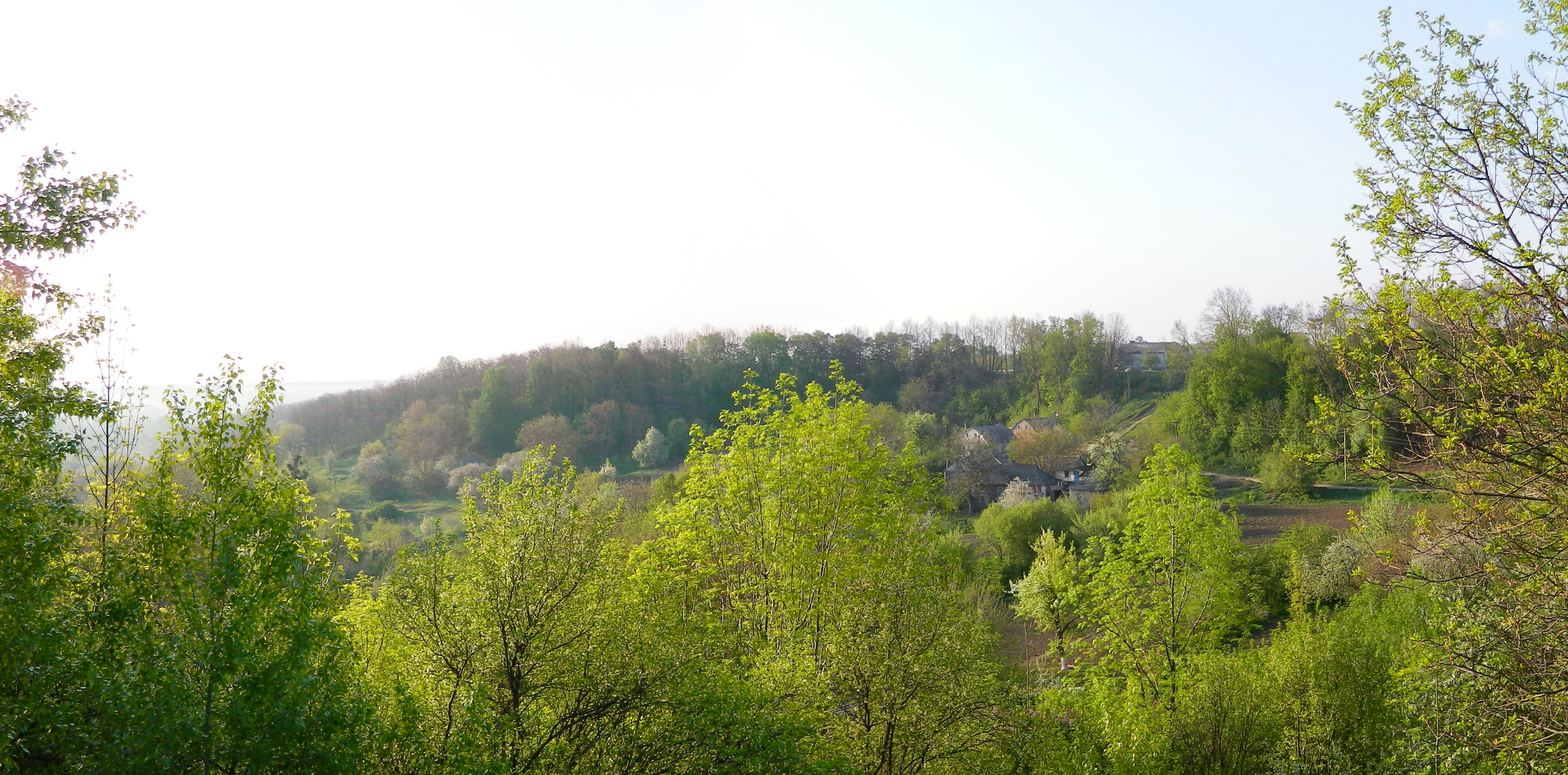
Панорама села Петрівка
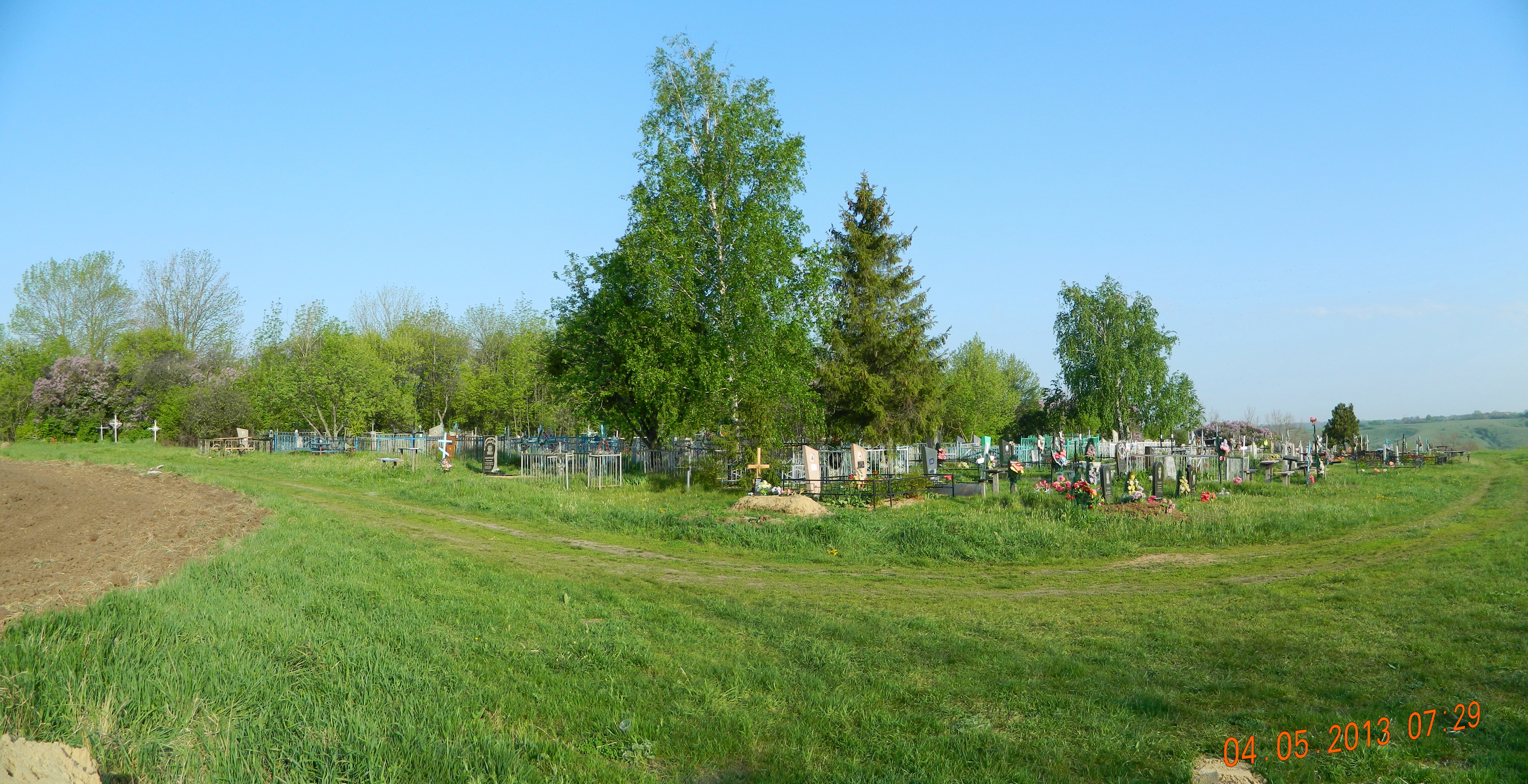
Сільський цвинтар